# Jeff Dessner
Jeffrey Dessner (* 16. April 1977 in Skokie, Illinois) ist ein ehemaliger US-amerikanischer Eishockeyspieler. Für die Iserlohn Roosters und die Kölner Haie spielte er jeweils ein Jahr in der Deutschen Eishockey Liga. Zuvor war er ein Jahr in der American Hockey League und ECHL aktiv.

## Karriere
Jeff Dessner begann seine Karriere 1997 an der University of Wisconsin–Madison, wo er für die Wisconsin Badgers im Spielbetrieb der National Collegiate Athletic Association spielte. Gleich in seinem ersten Jahr konnte Dessner mit seiner Mannschaft die Meisterschaft der NCAA-Conference Western Collegiate Hockey Association gewinnen. Bereits 1996 wurde er beim NHL Entry Draft von den New York Rangers in der siebten Runde an 185. Stelle ausgewählt.
2001 wurde Dessner zu den Atlanta Thrashers transferiert und spielte für deren zwei Farmteams. Dies waren die Greenville Grrrowl aus der ECHL und die Chicago Wolves aus der American Hockey League.
Zur Saison 2002/03 unterschrieb er einen Probevertrag bei den Iserlohn Roosters aus der Deutschen Eishockey Liga. Nach einer kurzen Testphase erhielt er einen Vertrag bis zum Saisonende. Mit den Sauerländern verpasste er die Playoffs knapp und wechselte anschließend zu den Kölner Haien. Mit den Haien schied er nach sechs Spielen im Viertelfinale der Playoffs aus. Nach der Spielzeit beendete der Verteidiger seine Karriere.

## Sonstiges
Zu seiner Zeit in Iserlohn bekam Dessner den Spitznamen „Diesel“. Dieser beruht auf einem Geschehnis kurz nach seiner Ankunft in der Waldstadt, als er in sein neues Auto fälschlicherweise Diesel statt des benötigten Benzins tankte, sodass der Motor beschädigt wurde und Dessner zu spät zum Training kam.

## Erfolge und Auszeichnungen
- 1998 Broadmoor-Trophy-Gewinn mit der University of Wisconsin-Madison
- 1999 WCHA Third All-Star Team
- 2000 WCHA First All-Star Team
- 2000 WCHA Defensive Player of the Year
- 2000 NCAA West First All-American Team
- 2002 Kelly-Cup-Gewinn mit den Greenville Grrrowl

## Karrierestatistik
(Legende zur Spielerstatistik: Sp oder GP = absolvierte Spiele; T oder G = erzielte Tore; V oder A = erzielte Assists; Pkt oder Pts = erzielte Scorerpunkte; SM oder PIM = erhaltene Strafminuten; +/− = Plus/Minus-Bilanz; PP = erzielte Überzahltore; SH = erzielte Unterzahltore; GW = erzielte Siegtore; 1 Play-downs/Relegation; Kursiv: Statistik nicht vollständig)